# Molino de la Albolafia (Córdoba)
El molino de la Albolafia es un molino hidráulico de origen almohadeque se encuentra en la orilla derecha del Guadalquivir, entre el puente romano y el Alcázar de los Reyes Cristianos de la ciudad de Córdoba, España. Se trata del molino de mayor antigüedad de los existentes en la ribera de la ciudad y está enmarcado en el espacio natural de los Sotos de la Albolafia.
Su importancia en la historia de la ciudad es tan relevante que su noria aparece en el escudo local desde el siglo XIV. Además, se encuentra dentro de los límites del centro histórico de Córdoba, declarado Patrimonio de la Humanidad en 1984 y ampliado en 1994. También fue declarado Bien de Interés Cultural el 21 de julio de 2009. 

## Etimología

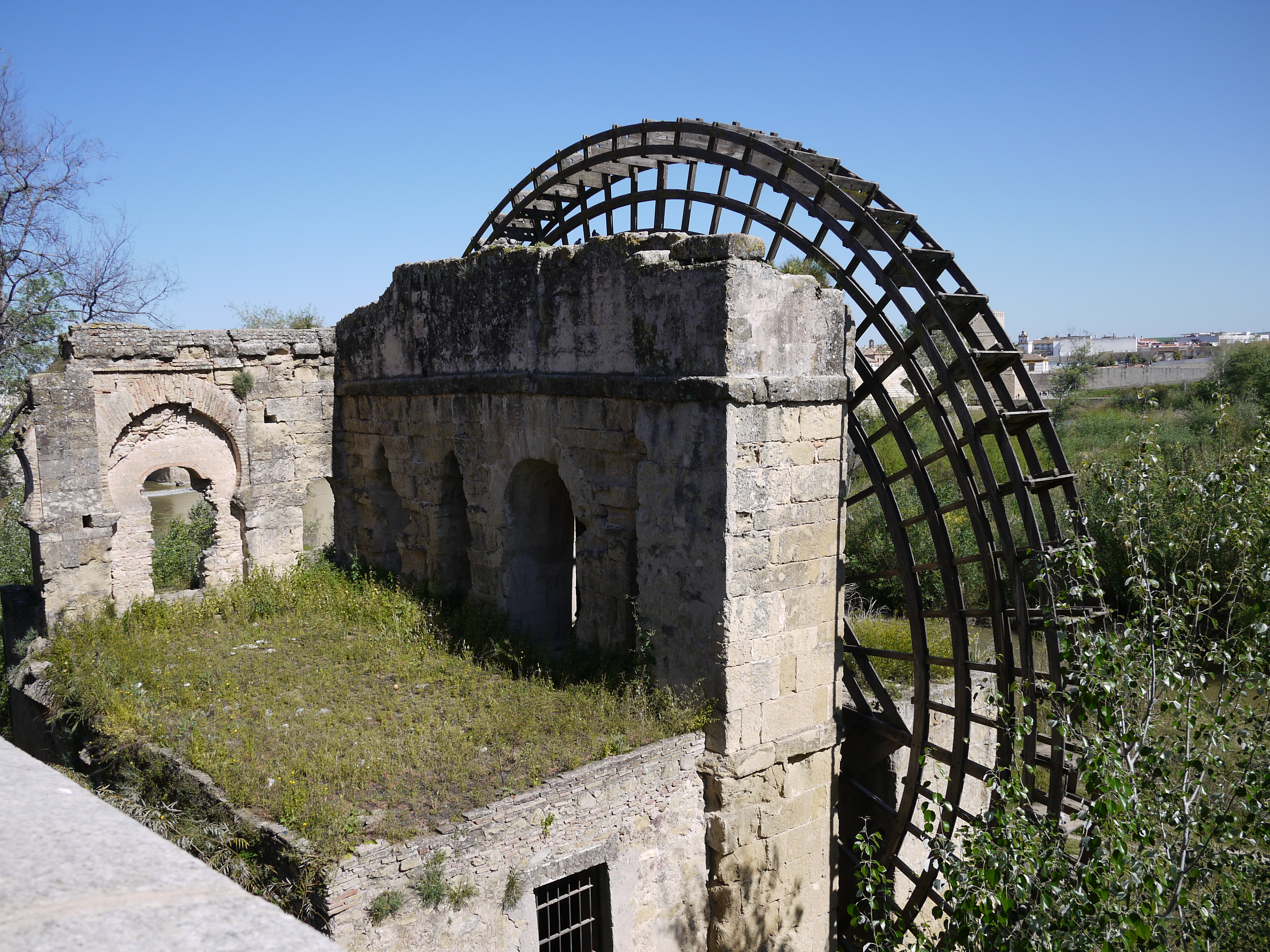
Vista del interior del molino en la actualidad, donde puede verse el primer arco del acueducto que lo unía con la alcazaba almohade, hoy parte del alcázar de los Reyes Cristianos.

Según el historiador Miguel Asín Palacios, Albolafia significaría «de la buena suerte» o «de la buena salud», mientras que Rafael Castejón lo asocia a un nombre propio, Abu-l Afia, traducido como «padre de la felicidad», que estaría vinculado al arquitecto de la noria. También es relevante que el molino fue propiedad de los Cabrera durante la Baja Edad Media y que eran los señores de la denominada Torre de la Albolafia en la Campiña cordobesa, quizás vinculado a este monumento.

## Historia
Aunque se desconoce si en época romana existían molinos hidráulicos en esta zona, las primeras referencias documentales pertenecen al siglo VIII, tras la conquista omeya de la península. Ambrosio de Morales (1513-1591) afirma que, durante el martirio de Eulogio, en el año 859 ya existía el batán de la Albolafia, descripción discutible, ya que parece describir la Córdoba cristiana. Por otro lado, Leopoldo Torres Balbás declara, basado en obras de Lévi-Provençal, que había sido construido, según una crónica árabe, entre los años 1136 y 1137 por el gobernador almorávide de Córdoba, Tasufín, hijo el emir Alí ibn Yusuf y futuro emir. Aunque ningún autor demuestra el supuesto origen, durante la demolición del molino del Hierro para la construcción del Murallón de la Ribera, se encontraron algunas monedas de este período.No obstante, todas estas teorías quedaron invalidadas cuando se limpió y estudió el molino a principios de 2025, quedando demostrado arqueológicamente su origen almohade.
La primera referencia explícita en las fuentes sería en 1337, una centuria tras la conquista castellana de la ciudad. Las primeras imágenes del sello de la ciudad con la Mezquita-catedral, el puente romano y la noria aparecen en 1357, durante el reinado de Pedro I de Castilla. Las dudas de su origen andalusí se vieron acrecentadas cuando el arquitecto Félix Hernández identificó el muro que sujeta la rueda y los arcos ojivales y de herradura como pertenecientes al siglo XIV. En el siglo XV el poeta granadino Ibn al-Jatib habla de Córdoba donde «la estrella de su Albolafia da vueltas mesuradas con un ritmo perfecto».
Los historiadores Julio Caro Baroja y Torres Balbás declararon que la reina Isabel la Católica mandó desmontar la noria en junio de 1492, cuando se hallaba enferma en el Alcázar de los Reyes Cristianos, debido al ruido que producía la rotación de su eje. Además, José de la Torre y del Cerro publicó un documento de 1508, conservado en el Archivo Municipal de Córdoba que así lo atestigua. Tras su desmonte, parece ser que la propiedad de las aguas pasó a Pedro de Hermosilla en 1499, «broslador y criado de los reyes» y vecino del barrio de Santa Marina.

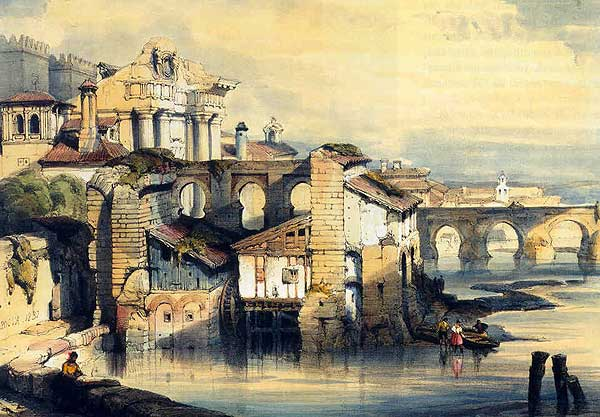
El río Guadalquivir a su paso por Córdoba, una obra del pintor inglés David Roberts, donde se aprecia en primer plano el Molino de la Albolafia, con el acueducto aun en pie.

Su función inicial fue la de proveer agua de riego de las huertas del Alcázar, aunque más tarde se convierte en molino harinero y batán. Durante los siglos XIV y XV tuvo cinco ruedas de moler, dos pertenecientes a la iglesia mayor y las tres restantes a miembros de la oligarquía local. El aspecto exterior del molino permaneció prácticamente invariable entre los siglos XVI y XIX, tal y como se aprecia en grabados históricos. Fue desamortizado en 1855, pasando a ser propietario Rafael Sánchez Castañeda en 1870. Una vez fallecido el dueño, sus hijas se hicieron cargo de la estructura, aunque posteriormente fue embargado por Hacienda en 1914, pasando a ser propiedad del Estado.

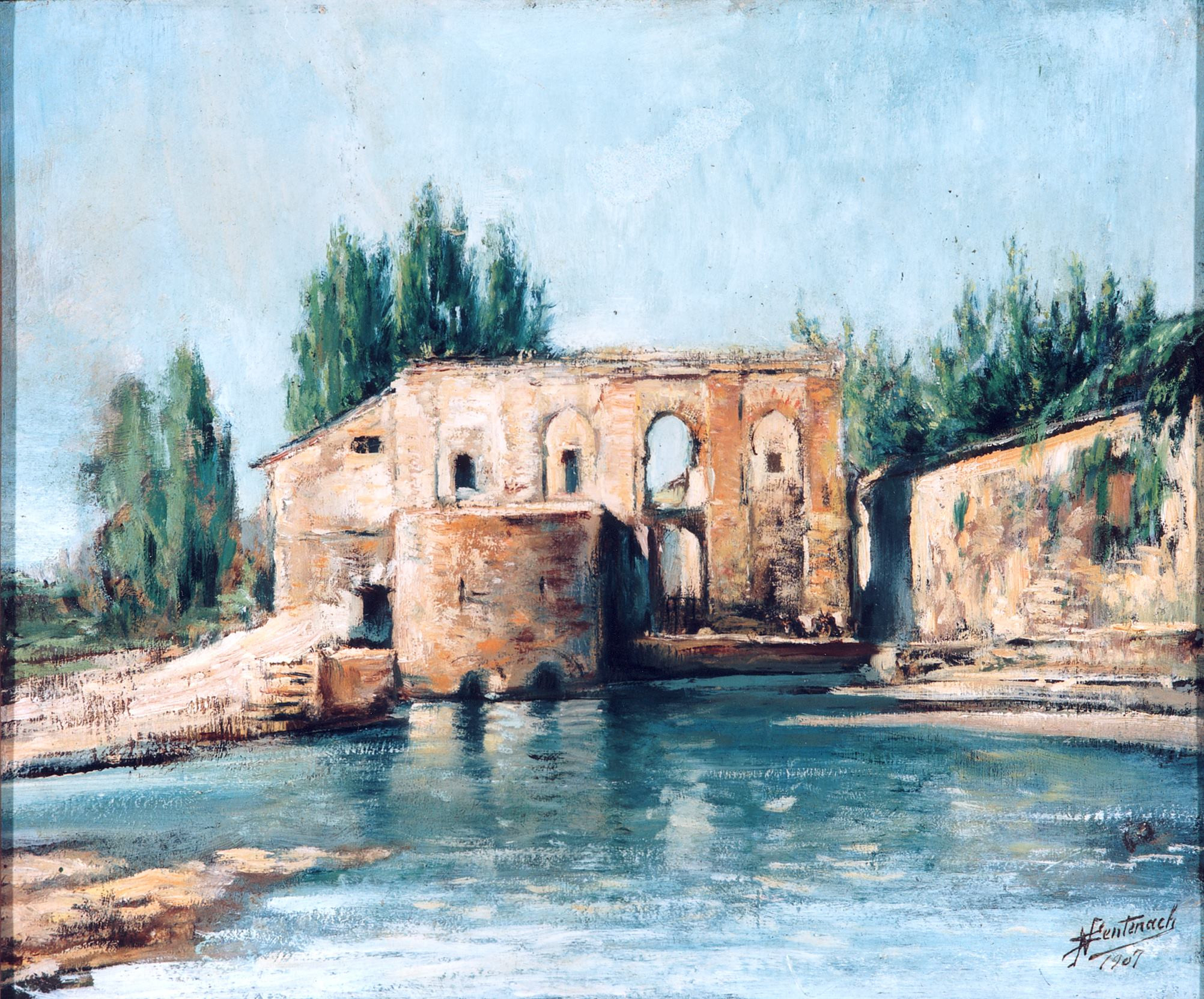
Molino de la Albolafia, un dibujo de Narciso Sentenach (1907) en el que aparece el molino visto desde el puente. Aparecen dibujados varios arcos del acueducto que unía el molino con el Alcázar andalusí, que fue demolido durante el.

Más adelante, en 1965, se cedió al Ayuntamiento de Córdoba, cuyo alcalde en ese momento era Antonio Guzmán Reina. El político mandó al arquitecto Félix Hernández reformar el complejo ese mismo año, debido a su estado de total abandono, quien retornó la gran noria a su lugar original. La última intervención se llevó a cabo en 1992, tras sufrir un incendio, cuando se reconstruyó la noria y se aprovecharon las obras para excavar la base del molino y dejar al descubierto los canales de paso de agua.

Escudo oficial de la ciudad de Córdoba, donde el molino aparece en primer plano junto al puente romano.